# Östersunds armégarnison
Östersunds armégarnison (ÖAG) var en försöksorganisation inom svenska armén som verkade åren 1983–1990. Förbandsledningen var förlagd i Östersunds garnison.

## Historia
Östersunds armégarnison var en myndighet som bilades den 1 juli 1983 som en försöksorganisation, det i syfte att samordna ledningsfunktioner och stödfunktioner vid arméns förband i Östersund. Därmed uppgick Jämtlands fältjägarregemente (I 5), Jämtlands försvarsområde (Fo 22), Fältjägarbrigaden (NB 35), Norrlands artilleriregemente (A 4) i den nybildade myndigheten. Från den 1 oktober tillkom och Arméns tekniska skola (ATS). Den 30 juni 1990 upplöstes försöksorganisation och Jämtlands fältjägarregemente, Jämtlands försvarsområde, Norrlands artilleriregemente och Arméns tekniska skola bildade åter från den 1 juli 1990 självständiga organisationsenheter inom armén.

## Heraldik och traditioner
Östersunds armégarnison hämtade sina traditioner från Jämtlands fältjägarregemente, där man bland annat förde samma heraldiska vapen som regementet.

## Förbandschefer
Förbandschefen titulerades garnisonschef och var tillika regementschef för Jämtlands fältjägarregemente och försvarsområdesbefälhavare, samt hade tjänstegraden överste av första graden.
- 1983–1984: Karl-Evert Englund
- 1984–1990: Leif Nilsson

## Namn, beteckning och förläggningsort
| Östersunds armégarnison | 1983-07-01 | – | 1990-06-30 |

| ÖAG | 1983-07-01 | – | 1990-06-30 |

| Östersunds garnison (F) | 1983-07-01 | – | 2000-06-30 |

## Galleri

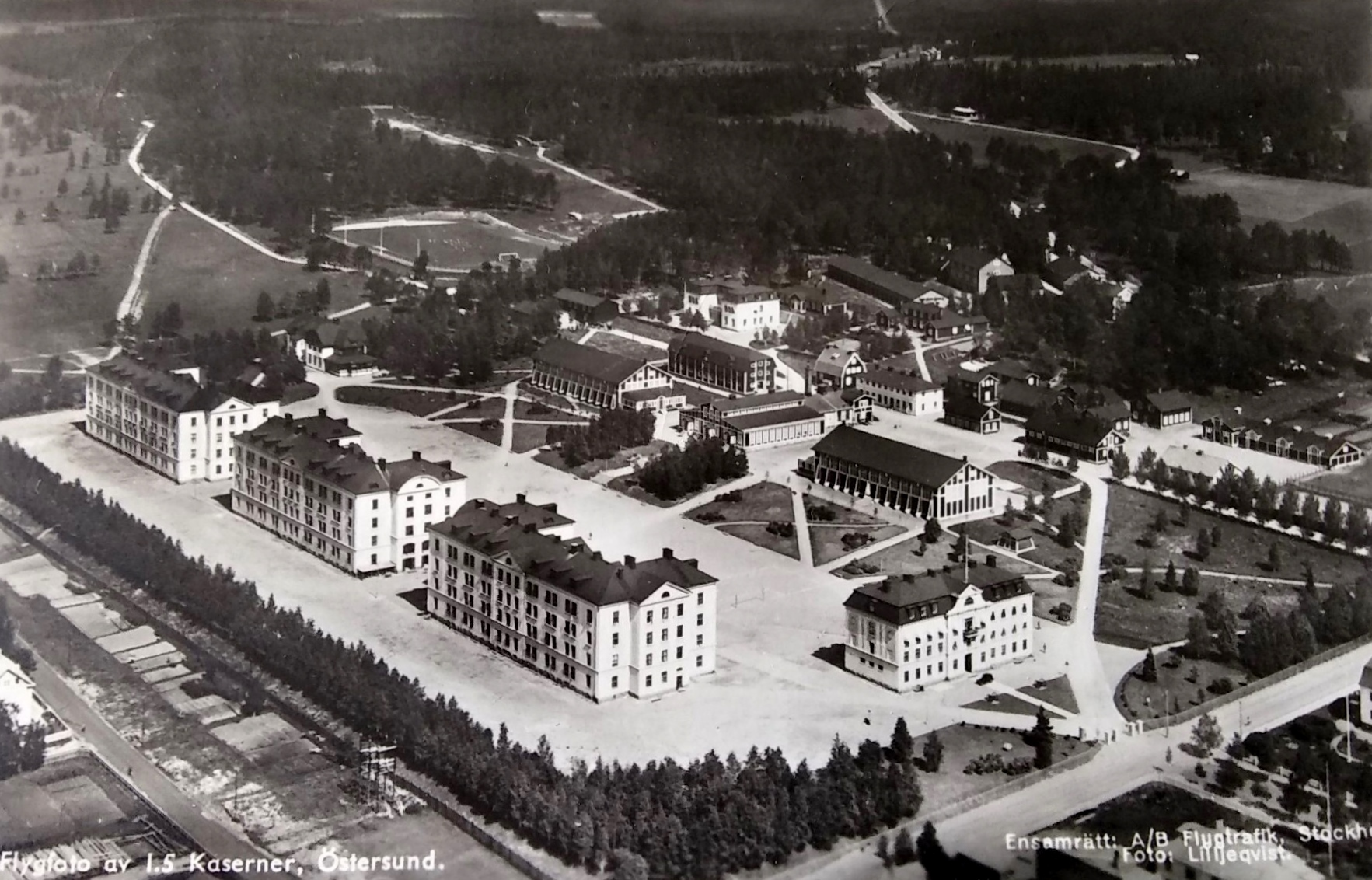
Kasernerna vid Jämtlands fältjägarregemente.
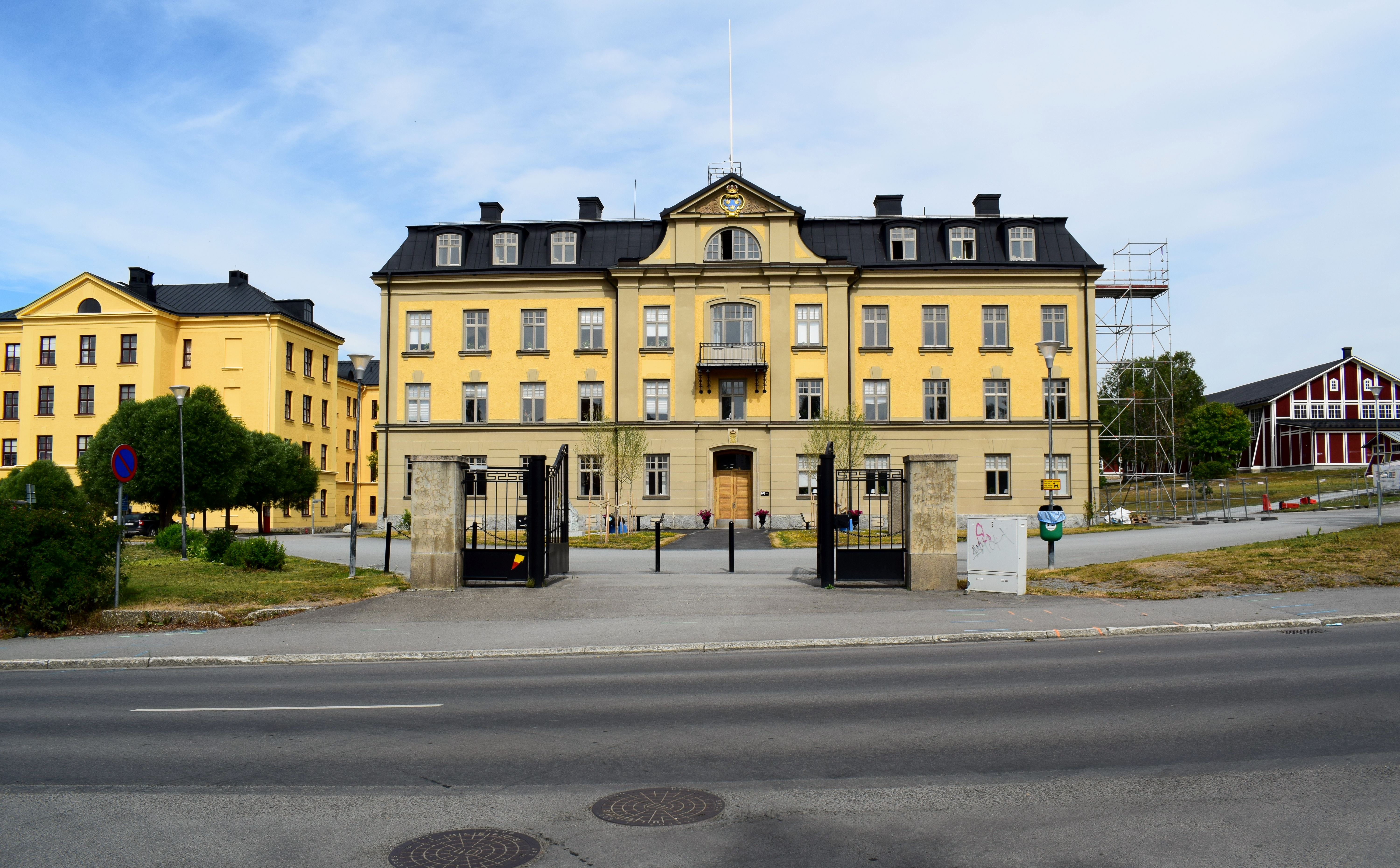
Kanslihuset vid Jämtlands fältjägarregemente.
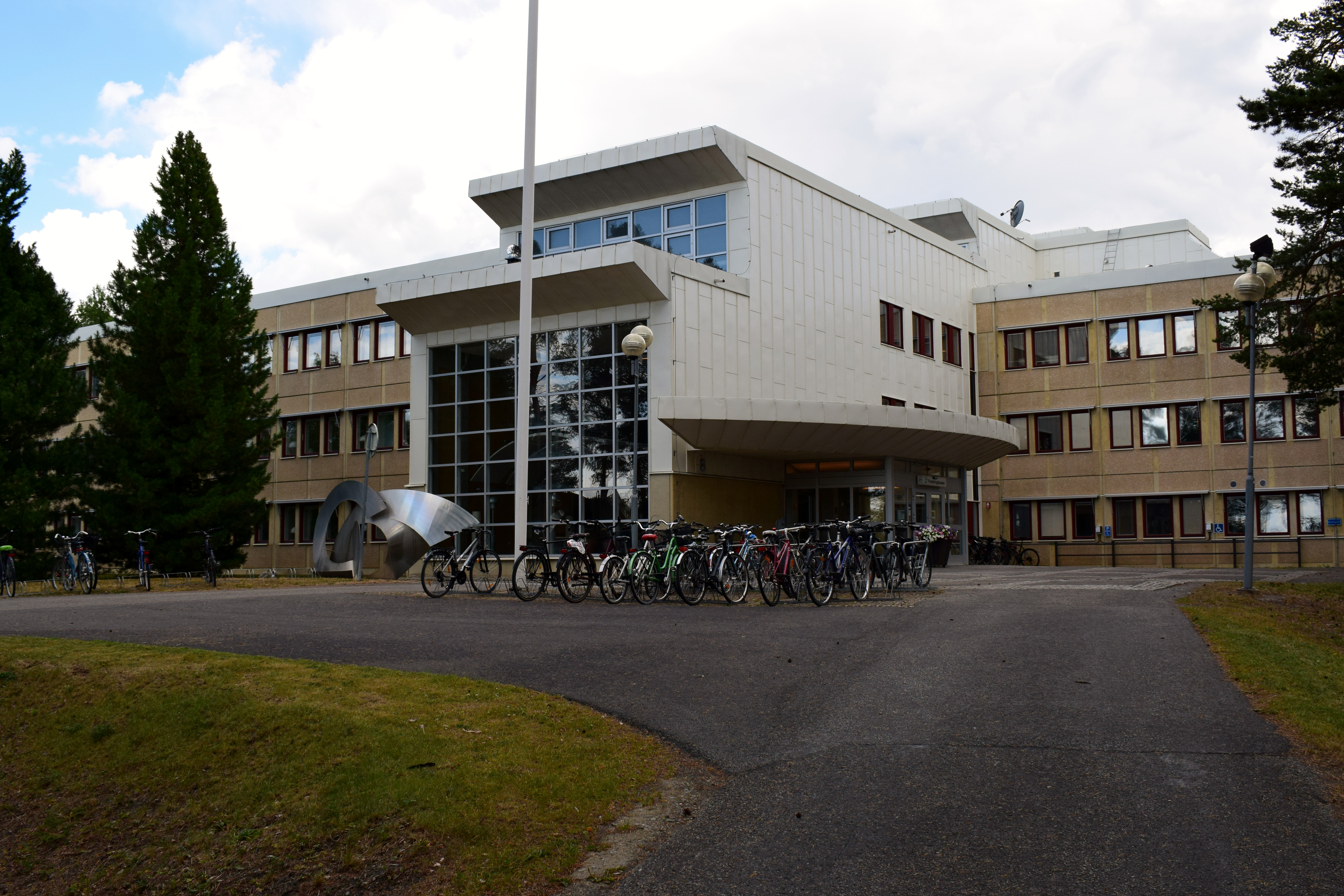
Skolhuset vid Arméns tekniska skola
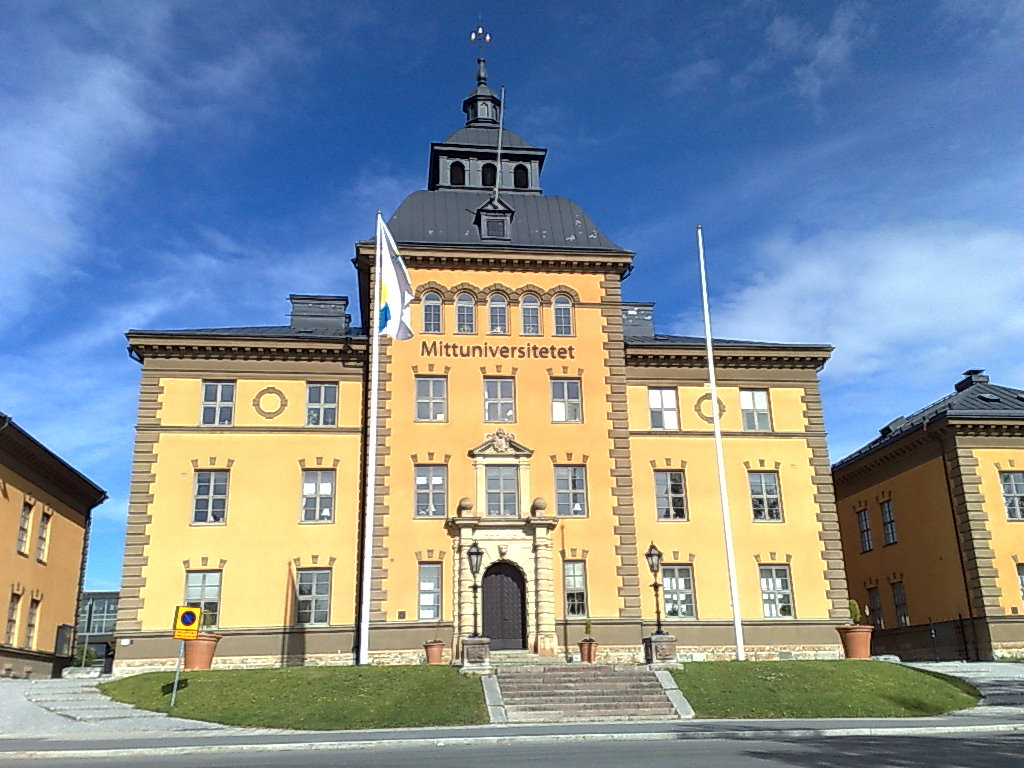
Kanslihuset vid Norrlands artilleriregemente.